# 국제우주과학연구소
국제우주과학연구소(International Space Science Institute, ISSI)는 스위스 베른에 기반을 둔 고등 연구소이다. 연구소의 업무는 학제적으로 태양계 연구에 중점을 두면서 행성과학, 천체 물리학, 우주론, 우주생물학 및 지구과학 포함한다. 주요 활동 내용은 우주 연구 임무에서 수집한 실험 데이터의 해석이다.
ISSI는 비영리 조직으로 스위스 법에 의한 재단이다. ISSI 운영은 유럽 우주국, 스위스 연방 및 스위스 과학 아카데미 (SCNAT)의 보조금으로 지원된다. 베른 대학교는 연구소장 및 현물 시설에 대한 보조금을 통해 기여한다.
이 연구소는 1995년에 설립되었다. ISSI의 초기 납입 자본금은 Oerlikon Space AG에서 제공했다.